# لاخيس
لاخيس هي بلدية في البرازيل، تتبع سانتا كاتارينا، بلغ عدد سكانها 156٬727  نسمة، في 2010، تبلغ مساحتها 2٬644٫313 كيلومتر مربع، رمزها البريدي هو 89200-000.

## الموقع
تشترك في الحدود مع:
- Bocaina do Sul [الإنجليزية]‏
- كورييا بينتو
- Painel [الإنجليزية]‏.

## المناخ
يظهر الجدول التالي التغييرات المناخية على مدار السنة للاخيس:
| البيانات المناخية لـلاخيس | البيانات المناخية لـلاخيس | البيانات المناخية لـلاخيس | البيانات المناخية لـلاخيس | البيانات المناخية لـلاخيس | البيانات المناخية لـلاخيس | البيانات المناخية لـلاخيس | البيانات المناخية لـلاخيس | البيانات المناخية لـلاخيس | البيانات المناخية لـلاخيس | البيانات المناخية لـلاخيس | البيانات المناخية لـلاخيس | البيانات المناخية لـلاخيس | البيانات المناخية لـلاخيس |
| الشهر | يناير                     | فبراير                    | مارس                      | أبريل                     | مايو                      | يونيو                     | يوليو                     | أغسطس                     | سبتمبر                    | أكتوبر                    | نوفمبر                    | ديسمبر                    | المعدل السنوي             |
| --- | ------------------------- | ------------------------- | ------------------------- | ------------------------- | ------------------------- | ------------------------- | ------------------------- | ------------------------- | ------------------------- | ------------------------- | ------------------------- | ------------------------- | ------------------------- |
| الدرجة القصوى °م (°ف) | 34.5 (94.1)               | 34.3 (93.7)               | 33.2 (91.8)               | 30.8 (87.4)               | 27.9 (82.2)               | 25.6 (78.1)               | 26.9 (80.4)               | 31 (88)                   | 32.4 (90.3)               | 32.6 (90.7)               | 34.4 (93.9)               | 33.9 (93.0)               | 34.5 (94.1)               |
| متوسط درجة الحرارة الكبرى °م (°ف) | 26.6 (79.9)               | 26.4 (79.5)               | 25.4 (77.7)               | 22.5 (72.5)               | 19 (66)                   | 17.4 (63.3)               | 17.1 (62.8)               | 19.2 (66.6)               | 19.5 (67.1)               | 21.6 (70.9)               | 24 (75)                   | 26.1 (79.0)               | 22.1 (71.7)               |
| المتوسط اليومي °م (°ف) | 20.6 (69.1)               | 20.4 (68.7)               | 19.4 (66.9)               | 16.6 (61.9)               | 13.1 (55.6)               | 11.6 (52.9)               | 11.1 (52.0)               | 12.6 (54.7)               | 13.9 (57.0)               | 16.2 (61.2)               | 18 (64)                   | 19.9 (67.8)               | 16.1 (61.0)               |
| متوسط درجة الحرارة الصغرى °م (°ف) | 16.3 (61.3)               | 16.3 (61.3)               | 15.5 (59.9)               | 12.8 (55.0)               | 9.2 (48.6)                | 7.8 (46.0)                | 7.1 (44.8)                | 8 (46)                    | 9.9 (49.8)                | 12.4 (54.3)               | 13.6 (56.5)               | 15.3 (59.5)               | 12.0 (53.6)               |
| أدنى درجة حرارة °م (°ف) | 5.4 (41.7)                | 7 (45)                    | 2.3 (36.1)                | −0.7 (30.7)               | −3.4 (25.9)               | −5.8 (21.6)               | −6 (21)                   | −4.8 (23.4)               | −4 (25)                   | 0.2 (32.4)                | 2.9 (37.2)                | 3.2 (37.8)                | −6 (21)                   |
| الهطول مم (إنش) | 163 (6.4)                 | 158 (6.2)                 | 120 (4.7)                 | 111.8 (4.40)              | 126 (5.0)                 | 111.4 (4.39)              | 181.5 (7.15)              | 117.5 (4.63)              | 157.3 (6.19)              | 191.4 (7.54)              | 136 (5.4)                 | 133.7 (5.26)              | 1٬707٫6 (67.26)           |
| متوسط أيام هطول الأمطار | 12                        | 12                        | 10                        | 8                         | 7                         | 8                         | 9                         | 8                         | 10                        | 11                        | 10                        | 10                        | 115                       |
| متوسط الرطوبة النسبية (%) | 78                        | 79.9                      | 79.8                      | 81.1                      | 83.2                      | 84.8                      | 83.3                      | 79                        | 80                        | 79.9                      | 75.6                      | 75.2                      | 80.0                      |
| ساعات سطوع الشمس الشهرية | 198.5                     | 168.7                     | 180                       | 158.6                     | 149.1                     | 129                       | 143.3                     | 163.3                     | 137.1                     | 150.9                     | 200.9                     | 207.6                     | 1٬987                     |
| المصدر: المعهد الوطني للأرصاد الجوية (INMET); data for the period of 1981-2010 Absolute temperature records: 1 January 1961 to 3 April 2017) |                           |                           |                           |                           |                           |                           |                           |                           |                           |                           |                           |                           |                           |

## أعلام
- رايموندو كولومبو
- أليسون فارياس
- رافاييل سيلفا
- لياندرو دوس سانتوس برانكو
- لوكاس كويلو